# Lyogyrus granum
Lyogyrus granum là một loài ốc nước ngọt từ rất nhỏ đến nhỏ có mang và nắp (động vật chân bụng)|nắp ốc, là động vật chân bụng sống dưới nước động vật thân mềm thuộc họ Hydrobiidae.